# Droga wojewódzka nr 202
Droga wojewódzka nr 202 (DW202) – droga wojewódzka w województwie  pomorskim o długości 14 km, łącząca Czarne z drogą krajową nr 25 w miejscowości Rzeczenica.

## Miejscowości przy trasie DW202
- Rzeczenica
- Breńsk
- Wronkowo
- Czarne